# Destiny (喜多村英梨の曲)
「Destiny」（ディスティニー）は、喜多村英梨の4枚目のシングル。2012年11月7日にスターチャイルドから発売された。

## 概要
前作『Happy Girl』から約9ヶ月ぶりのリリースとなる2012年2作目のシングル。表題曲「Destiny」は、PSP用ゲーム『円卓の生徒 The Eternal Legend』の主題歌に起用された。表題曲にアニメ以外のタイアップが付くのは初。販売形態は初回限定盤と通常盤の2種リリースで、初回限定盤には表題曲のPVを収めたDVDが同梱されている。PVでは喜多村が演じるルーミとリンクしており、フルート、ハープ、ストリングスを女性が演奏している。なお構成としてはアルバム『RE;STORY』の流れを汲むものとなっている。

## 収録曲
1. Destiny [3:58]
作詞・作曲：山崎寛子、編曲：河合英嗣・山崎寛子
  - PSP用ゲーム『円卓の生徒 The Eternal Legend』主題歌

喜多村曰く「オリエンタルでシンフォニックなメタルロック」。『RE;STORY』のリード曲との差別化を図るため、Bメロのトーンダウンや、女性的な音色を奏するハープとフルートが使われている。また、レコーディングに関しても「凛とした歌声」を心掛けたという[1]。
2. SHINE [4:36]
作詞・作曲：Sub.T、編曲：Sub.T・Takashi Nakayama
『RE;STORY』に収録される予定だった楽曲で、当初はイントロを入れるつもりではなかった。なお作詞・作曲を担当しているSub.Tは喜多村の好きなミュージシャンのため、歌詞や曲調を喜多村のやりたいよいうにしてくれた[1]。
3. Destiny（off vocal ver.）
4. SHINE（off vocal ver.）

DVD（初回限定盤のみ）
1. Destiny（Music Clip）
2. TV spot